# Olmésartan
L'olmésartan est un antagoniste des récepteurs de l'angiotensine II (ARA II).
La prodrogue de l'olmésartan, l'olmésartan médoxomil, est transformée en olmésartan lors de l'absorption par l'appareil digestif humain.

## Commercialisation
La molécule a été développée par le laboratoire japonais Sankyo Pharma, et commercialisée en partenariat par les firmes Menarini (sous le nom de Belsar) et Sankyo Pharma (sous le nom de Olmetec).

## Indications
L'olmésartan est indiqué dans le traitement de l'hypertension artérielle essentielle, seul ou en association.

## Effets indésirables
L'olmesartan peut être associée à une forme sévère d'entéropathie avec atrophie villositaire (destruction de la paroi de l'intestin grêle) ressemblant à une maladie cœliaque. Les signes cliniques et histologiques régressent à l'arrêt du traitement.
Le 3 juillet 2013, la Food and Drug Administration (FDA) a lancé une alerte sur des symptômes d'entéropathie comprenant une diarrhée chronique sévère avec perte de poids substantielle. L'entéropathie peut se développer des mois à des années après le début de la prise d'olmésartan et nécessite parfois une hospitalisation. L'abandon de l'olmésartan a entraîné une amélioration clinique des symptômes d'entéropathie chez tous les patients. Au regard de cette information et de la description de cas similaires en France, l’Agence nationale de sécurité du médicament et des produits de santé (ANSM) recommande qu’un avis soit pris auprès d’un gastro-entérologue devant des signes cliniques évocateurs d’entéropathie (diarrhée chronique sévère et perte de poids notamment). Depuis janvier 2017 les médicaments contenant de l'olmésartan ne sont plus remboursés en France.
Le 29 août 2016, un juge fédéral à New Jersey, aux États-Unis a révisé une plainte collective de 35 personnes à l'encontre de Benicar, qui prétendent que le médicament pourrait causer des problèmes gastro-intestinaux. 
La revue Prescrire souligne que l'olmesartan est le seul anti-hypertenseur de la famille des sartans qui expose à des effets indésirables intestinaux graves sans apporter de progrès tangible. Ce médicament est à écarter et il n'y a aucune raison de le maintenir sur le marché.